# 斉藤宏明
斉藤 宏明（さいとう ひろあき）は日本のゲームクリエイター。日本ファルコムにて、開発アシスタントを経て企画担当になる。
その後退社し、『風来のシレン外伝』などに携わる。会社に所属しているかどうかは不明。

## 作品
- ブランディッシュ
  - ブランディッシュ・リニューアル：編集
  - ブランディッシュ3
  - ブランディッシュ4：原作（藤井大介と共同）
- 風の伝説ザナドゥII
- ロードモナーク オリジナル
- 新英雄伝説
- 風来のシレン外伝：企画・シナリオ